# Nathalie Lissenko
Nathalie Lissenko née Anatalia Adrianovna Lissenko à Mykolaïv  ( Empire russe) le 18 août 1884  et morte à Neuilly-sur-Seine le 7 janvier 1969 , est une actrice ukraino-française.
Elle a fait l'essentiel de sa carrière en France dans les studios Albatros de Montreuil.

## Biographie
Nièce du compositeur ukrainien Mykola Lyssenko, elle fait ses débuts au théâtre amateur de Znamianka en Ukraine dans la pièce Il n'était pas destiné de Mykhailo Starytsky.
En 1904, Anatalia Lissenko, diplômée de l'École-studio du Théâtre d'Art académique de Moscou, travaille au Théâtre Korch à Moscou.
En 1909-1912, elle joue au théâtre Solovtsov de Kiev. Depuis 1915, elle a commencé à jouer activement dans les films. Elle quitte la Russie après la révolution d'octobre et s'exile en France.
Elle était la femme et la partenaire à l'écran de l'acteur Ivan Mosjoukine. Son premier mari fut brièvement l'acteur Nikolaï Radine.
Décédée à Neuilly-sur-Seine à l'âge de 84 ans, Nathalie Lissenko est inhumée au cimetière russe de Sainte-Geneviève-des-Bois.

## Filmographie
- 1915 : Leon Drey d'Evgueni Bauer
- 1915 : Nicolas Stavroguine (Nikolay Stavrogin) de Iakov Protazanov
- 1916 : Yastrebinoe gnezdo de Cheslav Sabinsky
- 1916 : Nishchaya de Iakov Protazanov
- 1916 : Na boikom meste de Cheslav Sabinsky
- 1916 : Grekh de Georg Asagaroff et Iakov Protazanov
- 1917 : Le Père Serge de Iakov Protazanov et Alexandre Volkoff : La veuve du marchand Makovkin
- 1917 : Les Coulisses de l'écran (Kulisy ekrana) de Georg Asagaroff et Alexandre Volkoff
- 1917 : Prokuror de Iakov Protazanov
- 1917 : Satan triomphant (Satana likuyushchiy) de Iakov Protazanov
- 1918 : La Petite Ellie (Malyutka Elli) de Iakov Protazanov
- 1918 : Bogatyr dukha de Iakov Protazanov
- 1919 : Tayna korolevy de Iakov Protazanov
- 1920 : L'Angoissante Aventure de Iakov Protazanov : Yvonne
- 1921 : Justice d'abord de Iakov Protazanov
- 1921 : L'Enfant du carnaval ou Le Bonheur perdu d'Ivan Mosjoukine
- 1922 : Tempêtes de Robert Boudrioz : Sonia
- 1922 : La Fille sauvage de Henri Étiévant : Jacqueline Gervoise
- 1922 : Nuit de carnaval de Victor Tourjanski
- 1922 : La Riposte de Victor Tourjanski
- 1923 : Morphine (Chlen parlamenta) de Iakov Protazanov
- 1923 : Le Brasier ardent, d'Ivan Mosjoukine et Alexandre Volkoff : elle
- 1923 : Calvaire d'amour de Victor Tourjanski : Hélène Brémond
- 1924 : L'Affiche de Jean Epstein
- 1924 : Kean ou Désordre et génie (Kean) d'Alexandre Volkoff : comtesse de Keofeld
- 1924 : Les Ombres qui passent d'Alexandre Volkoff
- 1924 : Le Lion des Mogols de Jean Epstein : Anna
- 1925 : Le Double Amour de Jean Epstein
- 1927 : Kinderseelen klagen euch an de Curtis Bernhardt
- 1927 : Casanova d'Alexandre Volkoff
- 1927 : ''L'Exil (de) d'Adolf E. Licho et Wilhelm Thiele
- 1927 : En rade d'Alberto Cavalcanti
- 1928 : Rasputins Liebesabenteuer de Martin Berger : Frau Tatarinoff
- 1928 : Hurrah! Ich lebe! de Wilhelm Thiele
- 1928 : Heures d'angoisse (Fünf bange Tage) de Gennaro Righelli
- 1930 : Nuits de princes de Marcel L'Herbier
- 1932 : Ce cochon de Morin de Georges Lacombe
- 1933 : La Mille et Deuxième Nuit d'Alexandre Volkoff : Fatima
- 1939 : Le Veau gras de Serge de Poligny : la dame de compagnie